# Uniqlo
Uniqlo Co., Ltd. (japonščina: 株式会社ユニクロ, Kabushiki-gaisha Yunikuro) je japonsko podjetje, ki oblikuje, izdeluje in prodaja oblačila za prosti čas. Podjetje, ki je bilo prvotno ustanovljeno na Japonskem, se je v 21. stoletju razširilo izven Japonske in hitro postalo pomembna blagovna znamka oblačil, primerljiva s podjetji, kot je H&M. Uniqlo je imel leta 2024 več kot 2,400 trgovin po vsem svetu.

## Zgodba
Uniqlo je bil ustanovljen leta 1949 v Ube (Jamaguči) kot del skupine podjetij Fast Retailing.
Leta 1984 se je v Hirošimi odprla trgovina z uniseks oblačili za prosti čas, imenovana »Unique Clothing Warehouse«, kasneje skrajšana na »Uniqlo«.
Uniqlo je leta 2001 v Londonu odprl svojo prvo trgovino izven Japonske, leta 2002 pa prvo trgovino v Šanghaju. Leta 2005 so v New Yorku odprli prvi ameriški Uniqlo.
Uniqlo leta 2024 zaposluje več kot 30,000 ljudi in deluje v več kot 26 državah. Na Japonskem je več kot 800 trgovin Uniqlo (samo v Tokiu več kot 100) in več kot 70 trgovin v Evropi, večina v Franciji (27) in Veliki Britaniji (17).

## Logotip
- Nekdanji logotip Uniqlo (1998-2009)
- Logotip Uniqlo (abeceda)
- Logotip Uniqlo (japonščina)

## Externí odkazy
Uradna spletna stran UNIQLO

## Poverilnice
1. ↑  »Group Outlets«. fastretailing.com (v angleščini). Pridobljeno 19. oktobra 2023.[mrtva povezava]
2. ↑  »1949-2003 | FAST RETAILING CO., LTD«. fastretailing.com (v angleščini). 19. oktober 2023. Pridobljeno 28. februarja 2024.
3. ↑  »Annual Report 2005« (PDF). fastretailing.com (v angleščini). 28. februar 2024.
4. ↑  »UNIQLO Business«. fastretailing.com (v angleščini). 2. november 2023. Pridobljeno 28. februarja 2024.